# Juan García Ripollés

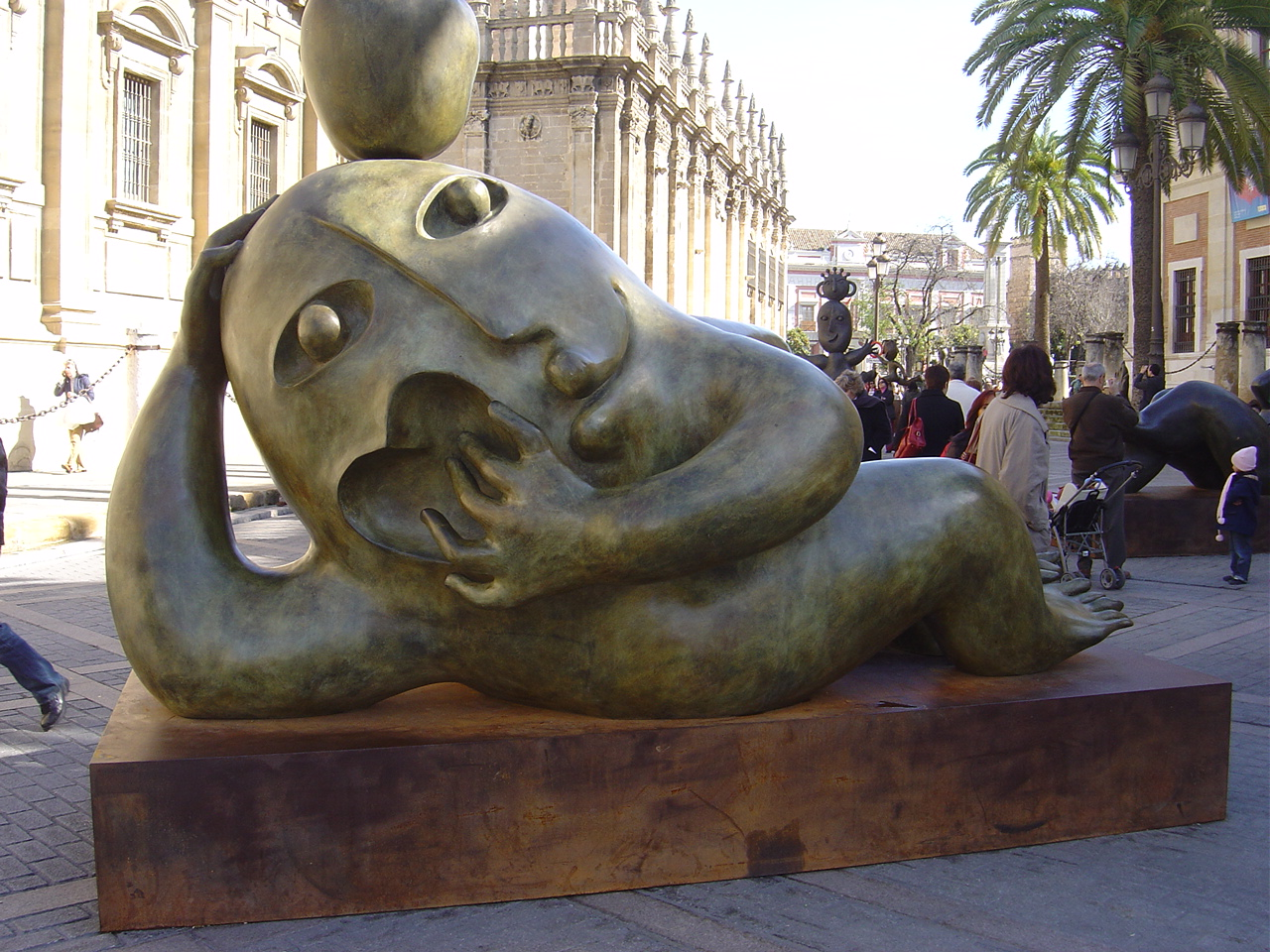
Imagen de la Plaza del Triunfo de Sevilla, donde puede verse la Catedral y una escultura de Juan García Ripollés

Juan García Ripollés, también conocido como Ripo o Beato Ripo (Alcira, 4 de septiembre de 1932), es un pintor y escultor español. Siempre ataviado con su pañuelo en la cabeza y una ramita de romero entre los dientes, se jacta de disfrutar de la naturaleza y hacer cada día lo que le apetece. Tiene tres hijos: Paloma, Yerma y Natalio.

## Biografía
Nacido en el n.º 32 de la Plaça del Forn de Alcira, su madre biológica murió en el parto y de bien pequeño su familia se trasladó a Castellón.
A los 12 años empieza a trabajar como aprendiz en una empresa de pintura industrial.
De los 12 a los 20 años acude por las noches a las clases de dibujo en la escuela de Artes y Oficios Francisco Ribalta de Castellón.
En 1954 se traslada a París y fija allí su residencia hasta 1963.
En 1958 contrae matrimonio con Rosa, en Castellón.

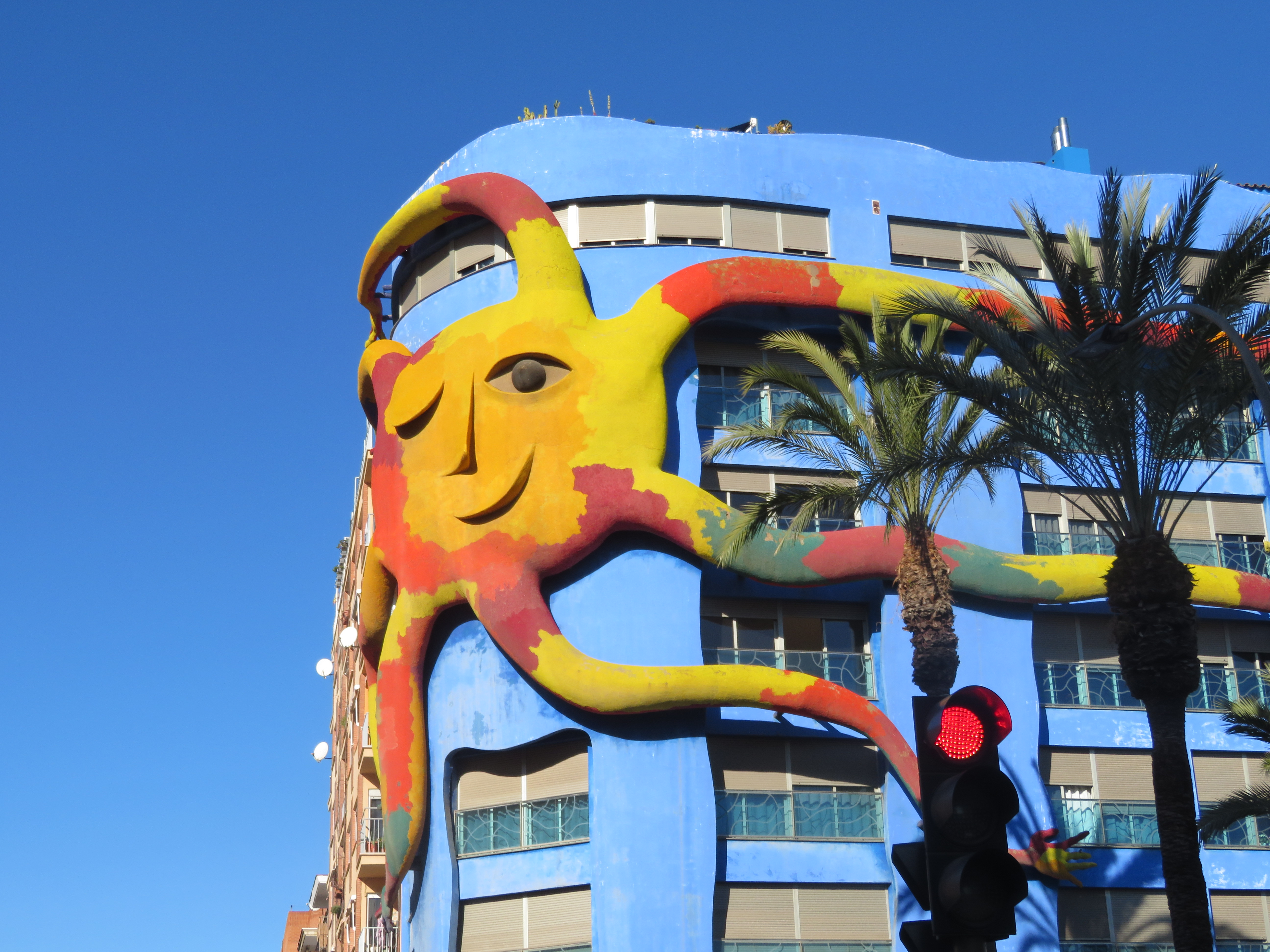
Edificio del Sol en el Grao de Castellón, Obra del artista Juan García Ripollés "Ripo".

En 1963 nace su hija Paloma y vuelve a vivir a España, concretamente a Sevilla.
En 1966, vive en Córdoba.
En 1967, vive en Chipiona (Cádiz), donde nace su segunda hija, Yerma. Posteriormente se traslada a Madrid, fijando su residencia en Cercedilla, donde nace Natalio.
En 1972 regresa a Castellón. Desde este momento su taller-estudio es la masía: una antigua casa de labranza llamada La Cucala, dentro del término de Borriol, a donde se llega por un antiguo camino.
En 1977 vive en Veere (Holanda).

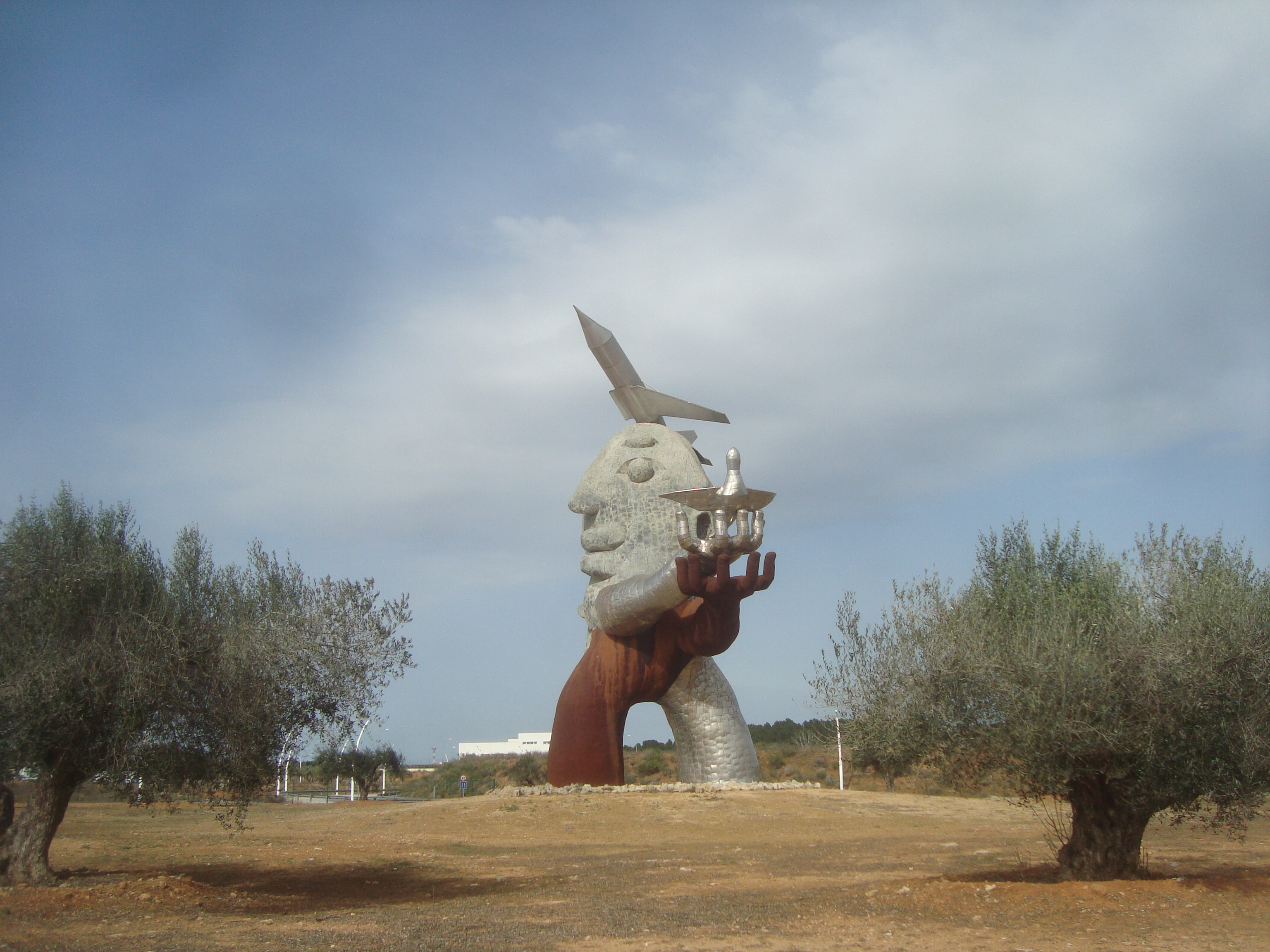
Escultura del artista Juan Ripollés en el Aeropuerto de Castellón.

En 2005 recibe la insignia de oro de la ciudad de Alcira, localidad en la que nació. En enero de 2006 dona al ayuntamiento alcireño la obra El plaer de viure. La capital de la Ribera Alta del Júcar le pondrá su nombre a una calle.
Desde 2010 reside en Mas de Flors (Castellón de la Plana).

## Exposiciones
| Año  | Ciudad                | Galería/Museo | PITA                                                                  |
| ---- | --------------------- | --- | --------------------------------------------------------------------- |
| 1958 | París                 | Drouand | Forma parte del grupo de pintores de la Gareria Drouand David - París |
| 1959 | Nièvre                | Iglesia Saint-Paul de Tigran Commune de Chaulgnes |                                                                       |
| 1960 | París                 | Galerie Chirvan |                                                                       |
| 1962 | Barcelona             | Museo de Arte Contemporáneo de Barcelona |                                                                       |
| 1963 | Sevilla               | Galería Pasarela |                                                                       |
| 1963 | París                 | Galerie Epona - Participa de exposiciones colectivas de las galerías filiales de Drouand David de París, Europa, Estados Unidos y Japón.                                         |                                                                       |
| 1966 | Madrid                | Quixote- Esposición Figuras y Paisajes de Andalucía |                                                                       |
| 1967 | Sevilla               | Galería Pasarela |                                                                       |
| 1969 | Nueva York            | |                                                                       |
| 1971 | Nueva York            | | Galería León Amiel                                                    |
| 1972 | Madrid                | | Galería de Arte Anne Barchet                                          |
| 1973 | Madrid                | Anne Barchet |                                                                       |
| 1973 | Ciudad de México      | Galería Miranda |                                                                       |
| 1973 | Castellón             | Galería Derenzi |                                                                       |
| 1973 | Barcelona             | La Pinacoteca |                                                                       |
| 1974 | Ámsterdam             | D'Eendt |                                                                       |
| 1977 | Países Bajos          | Estampa de 12 Aguafortes para el libro "Homenaje a los 80 años de Josep Pla" 250 ejemplares                                                                                      |                                                                       |
| 1978 | Barcelona             | Layetana |                                                                       |
| 1978 | Madrid                | El coleccionista |                                                                       |
| 1979 | Valencia              | Galería Valle Orti |                                                                       |
| 1980 | Madrid                | Publicación de la novela de Manuel Vicent "Ángeles o Neófitos (Ediciones Destino) sobre la metamorfosis entre el Beato Ripo y el Pintor Ripollés, en su vida fuera de la pintura |                                                                       |
| 1981 | Madrid                | Cortometraje: El Beato Ripo, dirigido por Jorge Berlanga, interpretando el personaje el propio pintor Ripollés                                                                   |                                                                       |
| 1982 | Valencia              | Theo |                                                                       |
| 1982 | Ámsterdam             | Galería D'eendt |                                                                       |
| 1982 | Alicante              | Centro de Arte Visual Mediterránea |                                                                       |
| 1982 | Castellón             | Exposición simultánea en Galería Terra, Canem, Vermell y Galería El Campanar |                                                                       |
| 1982 | Barcelona             | Laxaste |                                                                       |
| 1982 | Logroño               | Salón Oeste del Antiguo edificio de la Tabacalera |                                                                       |
| 1982 | Madrid                | Presenta su libro de arte "Ripollés por Aguilera Cerni" |                                                                       |
| 1984 | Madrid                | D´Eendt | Feria ARCO                                                            |
| 1984 | Eindhoven             | Fundación Philips |                                                                       |
| 1985 | Madrid                | Estiarte |                                                                       |
| 1985 | Valencia              | Theo |                                                                       |
| 1985 | Bruselas              | BP Gallery |                                                                       |
| 1987 | Veere, en Walcheren   | De Schotse Huizen |                                                                       |
| 1988 | Granada               | Palacio de Madraza, Universidad de Granada |                                                                       |
| 1988 | Madrid                | Centro cultural Conde Duque |                                                                       |
| 1988 | Valencia              | Val y 30 | Interarte                                                             |
| 1988 | Gante                 | Val y 30 | Line-Art                                                              |
| 1988 | Ámsterdam             | Kooring |                                                                       |
| 1989 | París                 | | SAGA 89 (FIAC Edition) Grand Palais                                   |
| 1989 | Basilea               | | ART´89                                                                |
| 1990 | Castellón de la Plana | Escultura de hierro en el Planetario de Castellón |                                                                       |
| 1990 | París                 | | SAGA ´90 (FIAC edition) Grand Palais                                  |
| 1990 | Estocolmo             | Bosquet | Art-Fair ´90                                                          |
| 1990 | Maastricht            | Husstege | The International European Art-Fair ´90                               |
| 1991 | París                 | Bosquet | SAGA ´91 (FIAC Edition)                                               |
| 1991 | Estocolmo             | | Art-Fair 91-Pabellon Español                                          |
| 1992 | Miami                 | Bosquet | MIAMI ART ´92, Convention Centre (Art Deco District)                  |
| 1992 | Ámsterdam             | Art-Works |                                                                       |
| 1992 | Valencia              | Bosquet | Interarte                                                             |
| 1993 | París                 | Dionne | SAGA ´93 (FIAC Edition) GRAND PALAIS                                  |
| 1993 | Maastricht            | | The International European Art-Fair ´93                               |
| 1993 | 's-Hertogenbosch      | Husstege |                                                                       |
| 1993 | Düsseldorf            | Husstege | Art Multiple ´93                                                      |
| 1993 | Chicago               | Kass Meridian Gallery |                                                                       |
| 1994 | Miami                 | Kass Meridian Gallery | MIAMI ART ´94                                                         |
| 1994 | Evian                 | Club Royal, Sala Rostropovich |                                                                       |
| 1994 | Ámsterdam             | Art-Works | Bienal Sculpture                                                      |
| 1994 | Düsseldorf            | Bosquet y Dionne | Art Multiple ´94                                                      |
| 1995 | Nueva York            | Dionne | Art-Expo 95                                                           |
| 1995 | Veere, en Walcheren   | Delta-Cultureel |                                                                       |
| 1995 | Lausana               | Paul Valloton y Catherine Niederhauser |                                                                       |
| 1995 | Düsseldorf            | La Aurora y Dionne | Art Multiple ´95                                                      |
| 1995 | Lausana               | Catherine Niederhauser |                                                                       |
| 1997 | París                 | Dionne |                                                                       |
| 1997 | Ulm                   | Fischerplatz Galería |                                                                       |
| 1997 | Ginebra               | Cigarini |                                                                       |
| 1997 | 's-Hertogenbosch      | Husstege |                                                                       |
| 1997 | Ámsterdam             | Husstege | PAN ´97                                                               |
| 1997 | Lausana               | Catherine Niederhauser |                                                                       |
| 1997 | Berlín                | Kühn |                                                                       |
| 1998 | Vall d'Alba           | Monumento de bronce El Toro de la Vall d'Alba |                                                                       |
| 1998 | Bremen                | Kühn |                                                                       |
| 1998 | Ámsterdam             | Art-Works |                                                                       |
| 1998 | Münster               | Schnake |                                                                       |
| 1998 | Ámsterdam             | Husstege | PAN ´98                                                               |
| 1998 | Saint-Tropez          | Charles Vasserot |                                                                       |
| 1998 | Marbella              | José Palomo |                                                                       |
| 1998 | Palma de Mallorca     | Casal Solleric |                                                                       |
| 1998 | Düsseldorf            | Fischerplatz | Art Multiple ´98                                                      |
| 1999 | Ulm                   | Fischerplatz | Art Multiple ´99                                                      |
| 1999 | Düsseldorf            | Fischerplatz | Art Multiple ´99                                                      |
| 1999 | Múnich                | In Der Prannerstrasse |                                                                       |
| 1999 | Ámsterdam             | Husstege | Kunst RAI '99                                                         |
| 1999 | Ginebra               | Cigarini |                                                                       |
| 1999 | Ámsterdam             | Art-Works |                                                                       |
| 1999 | Salou                 | Paseo de las Esculturas |                                                                       |
| 1999 | Alicante              | Museo de la Universidad |                                                                       |
| 1999 | Villarreal            | Museo de la Ciudad |                                                                       |
| 2000 | Colonia               | Fischerplatz Galerie | Kunst Köln 2000                                                       |
| 2000 | Ámsterdam             | Art-Works |                                                                       |
| 2000 | 's-Hertogenbosch      | Husstege |                                                                       |
| 2000 | Valencia              | Palacio del Almudin |                                                                       |
| 2007 | Münster               | Galerie Michael Nolte |                                                                       |
| 2009 | Alicante              | Arte en la calle |                                                                       |
| 2010 | París                 | Galerie Ange Basso | "Lille Art Up 2012, 2013, 2014"                                       |
| 2011 | Knokke                | ArtUp Gallery |                                                                       |

2013       Gouda       Arti Legi          29.9-27.10

## Premios
- Premio de las Artes de la Comunidad Valenciana, año 2000.

## Obras derivadas
- Ripollés ilustra el libro Más crímenes de Castellón del colectivo 12 Plumas Negras.

En diciembre de 2009 se presenta el libro Más Crímenes de Castellón  del colectivo 12 Plumas Negras. Ripollés, el prestigioso pintor, escultor y grabador castellonense, fue el elegido para ilustrar la portada y el inicio de cada relato, en la segunda entrega de este colectivo.
- The Ripos, serie de animación realizada por Vidox Media

En junio de 2012 fue anunciada la creación de The Ripos, una serie de dibujos animados para televisión, orientada al público infantil, realizada por Vidox Media.
- La pesadilla de Ripollés, videojuego desarrollado por PiX Juegos

En diciembre de 2012 fue publicado el videojuego La pesadilla de Ripollés, creado por el grupo de desarrollo de videojuegos PiX Juegos. Ganador del primer certamen de desarrollo de videojuegos de la ciudad de Castellón. En 2013 la productora que tiene los derechos de explotación de la obra del artista Juan Ripollés exigió por escrito cancelar su desarrollo, debido a lo cual el juego cambió todas las menciones al artista por el personaje ficticio "Ruzafa".

## Esculturas
- El adivinador